# Amintinus lootensi
Amintinus lootensi là một loài bọ cánh cứng trong họ Bostrichidae. Loài này được Damoisem miêu tả khoa học năm 1968.